# Dercitus lesinensis
Dercitus lesinensis is een spons in de taxonomische indeling van de gewone sponzen (Demospongiae). De wetenschappelijke naam van de soort werd in 1894 gepubliceerd door Lendenfeld.